# EagleGet
EagleGet（亦称 EG Download Accelerator）是一个用于 Windows 系统的下载管理器，它是免费软件。EagleGet 使用多线程技术，支持从Youtube、Dailymotion、Facebook、Vimeo等视频网站下载 MP4 和 FLV 格式视频。EagleGet 是一个拥有简洁界面和功能的免费的新下载管理器。
EagleGet 可从以下浏览器中被调用：Internet Explorer、Opera、Google Chrome、Mozilla Firefox、Maxthon

## 功能
- 使用多线程技术加速下载
- 支持从热门视频站下载视频
- 支持 MMS、HTTP、HTTPS、FTP、RTSP 协议
- 支持 HTTP 和 SOCKET 代理
- 批量下载功能
- 完全自定义用户代理字串
- 自动刷新过期下载地址
- 自动分类下载
- 使用 TaskMonitor 快速监视下载任务
- 计划下载功能
- 下载完成后自动调用杀毒软件查毒
- 下载完成后自动执行文件完整性检查
- 下载完成后自动关机、睡眠或休眠
- 限速功能
- 免打扰模式（或称为游戏模式）